# 谢默斯·科尔曼
谢默斯·科尔曼（英語：Séamus Coleman，1988年10月11日—）是一名愛爾蘭足球運動員，司職右閘或右中場，現時效力英超球會愛華頓並擔任隊長。同時是愛爾蘭國家足球隊的隊長。

## 生平

### 球會
斯萊戈
高文在為家鄉球隊「启利贝格斯圣凯瑟琳」（St. Catherine's of Killybegs）友賽斯萊戈（Sligo Rovers）時被對方發掘，他於2006年10月14日主場對沃特福德联（Waterford United）處子上陣；並於2008年5月對布雷流浪（Bray Wanderers）取得效力期間唯一入球。
愛華頓
愛華頓領隊大衛·莫耶斯獲得前隊友威利·麥史地（Willie McStay）的推薦，於2009年1月擊退、伯明翰城及等表示有興趣的對手，以6萬英鎊簽入高文。尚未為「拖肥糖」上過陣，高文在夏季腳部感染生水泡，於季前美國之旅甫抵達西雅圖即接受強力抗生素治療，其後更需動手術才挽救回其剛起步的足球事業。高文在歐霸盃分組賽作客0-5大敗於腳下首次代表愛華頓上陣；三天後首次在英超上陣，作客2-3不敵保頓，於賽事末段後補入替；而主場處子戰則在英超迎戰熱刺，上半場15分鐘後補入替賽前已有傷在身的尤保，高文登場後整條防線四人全由二閘球員組成，移中與尼爾鎮守中路，拜恩斯與高文分任左、右閘，雖然先失兩球，但一對二閘各貢獻一個助攻，協助球隊扳平2-2完場。
2010年3月高文獲外借到英冠球會黑池，初步為期1個月，於主場2-2賽和水晶宮首度披甲；並在作客4-2擊敗為「橙衣軍團」（the Tangerines）射入1球。到4月，他的借用合約獲延長至球季結束，外借期間高文同意與愛華頓續約四年，而黑池則在聯賽取得第6位及參加升班附加賽的資格，高文出席所有3場附加賽，先於準決賽兩回合累計6-4淘汰，決賽於5月22日在溫布萊球場迎戰卡迪夫城，黑池以3-2僅勝取得來季升班英超最後一個席位。
2010年9月21日高文於英格蘭聯賽盃第三圈作客對射入加盟愛華頓後首個入球；11月6日在英超作客對上季末曾效力的黑池，高文射入1球為愛華頓追平2-2終場。
2012年12月31日，愛華頓宣佈與高文續約5年半至2018年夏季。
高文奪得2013-14賽季愛華頓年度最佳球員。

### 國家隊
高文曾代表愛爾蘭U18學童隊，並協助球隊於2006年保留「百年盾」（Centenary Shield）。高文於2008年首次代表愛爾蘭U21上陣出戰瑞典U21。他於2010年10月首次獲徵召加入大國腳行列，並於2011年2月8日獲派首次上陣出戰威爾斯。
2016年9月，在罗比·基恩从国际上退役后，科尔曼被任命为爱尔兰永久队长。次月，在2018年世界杯预选赛中，他在阿维瓦体育场1-0战胜格鲁吉亚的比赛中为爱尔兰打进了他的第一个高级国际进球。

## 榮譽
黑池
- 英格蘭足球冠軍聯賽附加賽冠軍：2010

### 國家隊
愛爾蘭
- 些路迪盃: 2011

個人
- 愛華頓年度最佳球員：2013-14賽季

## 外部連結
- Soccerway資料庫：谢默斯·科尔曼
- evertonfc.com profile（页面存档备份，存于）
- 足球数据库：谢默斯·科尔曼的球员统计数据
- skysports.com profile（页面存档备份，存于）